# 斜視
斜視（しゃし）とは、ヒトの眼の片方は視線が正しく目標とする方向に向いているが、もう片方の目が内側や外側、あるいは上や下に向いている状態のことをいう。教室など前に近い場所では見えづらく、個人差がある。
京都大学の研究グループはレセプトに基づいて、斜視に分類される約80の病気を合算し、加齢で眼球を支える組織が弱ることに伴う発症を含めて日本人の50人に1人程度が患っていると推計し、「国民病の一つ」と指摘している。
俗に眇（すがめ）、ひんがら目（ひんがらめ）、藪睨み（やぶにらみ、𥍃）、ガチャ目、ロンパリ、寄り目と言われる。
眇は、片目が細い、あるいは潰れているさまを表すこともある。ひんがら目は「僻目（ひがらめ。僻眼とも）」が変化した語である。また「ロンパリ」は、一方の目でロンドンを見つつ、もう一方の目でパリを見ているさまに喩えた語であるとされる。

## 原因
遺伝という説もあるが、はっきりした関係性やメカニズムなどはわかっておらず、遺伝によるものとは断定できない。他には、強度の近視や遠視、失明、乳幼児期の弱視などで目の筋肉バランスが崩れてしまうことによる。また、外傷による場合もある。脳腫瘍によるものもあるので注意。

## 症状
左右の目がそれぞれ異なる方向を向いているため、美容的なデメリットの他、機能的には両眼視差による立体視（遠近感の獲得）が困難になる他、視ている像が二つに見える複視が生じることもある。両眼視差による立体視はおおよそ生後2ヶ月から2歳頃までで形成されるので、その期間で恒常性斜視が続くと、手術で矯正されても両眼視差による立体視を獲得するのは難しくなる。ただし、大人になってから立体視機能を獲得した例もある。
人間の目は本来、片方が左右のずれを捉え、もう片方で奥行きのずれを捉える事により立体視している。両眼視機能がない人間は「利き目」が両方の役割を担うことになる。そのため利き目に負担がかかりやすく、逆の目の映像は複視や視力差により脳内で混乱を起こすため「抑制」と呼ばれる脳機能で本来の映像が制限される。両眼視機能がある状態であれば、前視界のうち50/50程度の割合となるが、仮に右目が斜視、左目が通常の場合は70/30といったような役割分担となる。「抑制」は特に幼少期の患者に起こるが、「抑制」により使われなくなった目は視力低下などを併発する傾向があり、これによりさらに斜視の症状が進んだり、弱視となる可能性もある（「斜視弱視」も参照）。
左右どちらの眼で見ているのか自覚できる場合がある。片眼しか見えないわけではなく常に両眼が見えているのだが、「見ている」眼と「見えている」眼とに意識的に切り替えることができる。それにより遠方と近方を左右で使い分ける習慣が身についた場合、左右の視力差が大きくなることもある。

## 日常生活への影響
重度の斜視は外見上非常に目立つため、いじめや差別、人の目を真っすぐ見られないなどの理由による対人恐怖症や、コミュニケーション障害になる事もある。近年では心のケアを目的とした外科手術での見た目のみの修正も行われている。一般的には3歳頃までに両眼視機能を獲得できなければ、その後の獲得は非常に難しく、見た目を矯正できても両眼視機能を獲得できるわけではないため、物が二重に見えたり、左右別々の視野情報を脳が「抑制」してしまい斜視の目を使わなくなるため、数年で戻ってしまうことが多い。ただし、多感な幼少期〜青年期において人と目を見て話すことができないというデメリットを考えると、精神的に大人になるまで定期的に外科手術を受けるのは悪くない選択である。
両眼視差による立体視（遠近感）能力が無いと、物に触れたり物をつかんだり、球技等をする際に目測を定めづらいと感じたりすることがある他、坂道や階段を下る際に足を踏み外す危険性もある。
ただ、これらは物の大きさなどで距離感を補うなどすることが可能なため、実際は日常生活において不便や不都合を感じることはほとんどない。
また、立体映画や3D画像などの、左右の映像差を利用した「手前に迫ってくる」感覚は認識できない。ただし、これは必ずしもそうではなく、斜視であるが3D映像などの飛び出す感覚を感じることができる人もいる。
一般的に、片目は左右のズレを、片目は奥行きを、といった役割分担がなされるが、幼少期に斜視になり成人すると利き目がそのどちらの役割もこなすようになるため、運転などの比較的平面的な視野動作であれば問題無くこなすことができる。

### 幼少期の発症による影響
先天性または幼少期に斜視となった場合は、上述の通りおおよそ生後2ヶ月から2歳頃までの立体視形成段階で恒常性斜視が続くと、以降は手術をしても両眼視差による立体視（遠近感）を獲得することが難しくなる。
同じく上述の通り、幼少期は「抑制」が大人に比べて働きやすい。「抑制」により使われなくなった目は視力低下、などを併発する傾向があり、これによりさらに斜視の症状が進む可能性がある。また、人間の視力が完成する8歳頃までの視力発達段階で「抑制」により使われなくなった目の視力低下が続くと、弱視となる可能性もある。
幼少期の発症だと症状の無い逆の目が利き目となることが多く、利き腕と利き目が違うことにより字がうまく書けなかったり、まっすぐな線が引けないなどの症状が出る場合がある。
先天性の場合はこれらの症状が起こっていても「生まれたときからの普通の感覚」と捉えてしまうため本人の自覚がない場合も多く、他人が気づくまで発見が遅れる場合もある。

## 後天的に両眼視を獲得した例
マウント・ホリヨーク大学の神経生物学教授であるスーザン・R・バリーは48歳の時に両眼視機能を獲得した。その経験を著書「Fixing My Gaze」（邦題　視覚はよみがえる : 三次元のクオリア）にまとめている。彼女は幼少期から斜視で立体視が出来なかったが、テレサ・ルッジェーロという両眼視機能と視覚トレーニングの専門医に特別な視覚療法トレーニングを受け両眼視機能を獲得した。この著書により脳が新しい経験や学習に応じてその構造や機能を変える能力「脳の可塑性」（または神経可塑性）が大きく注目された。

### スーザン・バリー博士が行った視覚療法
視覚療法は一人ひとりの状況に応じてカスタマイズされるため、これらの訓練の効果には個人差があり、誰もが後天的に両眼視機能を獲得できるわけではない事を前提に、彼女が行った代表的なトレーニングを「Fixing my gaze」から引用する。
Brock String（ブロック紐）
紐とビーズを使った両目の協調訓練。紐の先のビーズに焦点を合わせることで両目の協調を学ぶ。
プリズムレンズトレーニング
特殊なプリズムレンズを使用し、目が異なる方向に向かうようにして視覚情報の統合を促す。脳が両目からの視覚情報を調整して処理することを学ぶのを補助する。
ステレオグラム（Magic Eye Puzzle）
ステレオグラムは、目を特定の方法で見ることによって三次元のイメージを浮かび上がらせる視覚パズルである。これを使用して、脳が両眼視を統合する能力を高める。
コンバージェンス/ダイバージェンストレーニング
目が同時に内側（コンバージェンス）または外側（ダイバージェンス）に向かうようにするトレーニング。これは、両眼が同時に動くように調整するためのエクササイズで目の筋肉の神経系を発達させる。
視覚追跡エクササイズ
動く対象物を追いかけるトレーニング。このエクササイズにより、目の筋肉を強化し、目の動きを両眼で統合する能力を高める。

### 目の位置による分類
内斜視
斜視のある側の目が内側を向くもの
外斜視
斜視のある側の目が外側を向くもの
上下斜視
斜視のある側の目が上や下を向くもの

### 状態による分類
恒常性斜視
常に斜視の状態であるもの
間歇（かんけつ）性斜視
普段は正常だが時々斜視の状態になるもの

### 斜視眼での分類
交代斜視
左右の目が交代に斜視の状態になるもの
片眼斜視
斜視になる目が、どちらか片方の目に決まっているもの

### その他の分類
廃用性外斜視
失明した眼は外転筋の作用により外を向く傾向があるため起きるもの
固定内斜視

調節性内斜視
脳腫瘍によるもの
脳幹部（橋）部に脳腫瘍が発生したことによる内斜視と複視が認められる。小児脳幹部グリオーマ

## 治療
斜視の原因により、基本的には異なる。眼科専門医、視能訓練士による検査により明確にその原因についてはっきりさせ治療計画をたてる。
調節性内斜視に代表される斜視では、眼鏡やコンタクトレンズなどで屈折矯正を行うことにより、斜視を治療することができるケースもある。また物を見る力をつけさせる（視能訓練）ことにより斜視を治療できる場合がある。プリズム眼鏡等を用いる方法もある。
また、手術による治療法もある。眼を動かす外眼筋の位置をずらし、斜視を治療する方法である。小児においては全身麻酔下で行い、大人は局所麻酔で行う場合が多い。

### 手術の合併症・危険性
手術中
- 筋肉の処置をする際に脈が落ちたり、止まったりする人が稀にいる。
- 筋の縫合の際に眼球に穴が空くことがある。

手術後
- 術前の斜視が強い場合は、一回の手術では治らない場合がある。